# 1. ŽMNL Požeško-slavonska 2018./19.
1. ŽMNL Požeško-slavonska  za sezonu 2018./19.

## Prvi dio natjecanja
| mj. | klub                  | ut. | pob. | ner. | por. | gol+ | gol- | bod | drugi dio natjecanja |
| --- | --------------------- | --- | ---- | ---- | ---- | ---- | ---- | --- | -------------------- |
| 1.  | Jakšić                | 8   | 6    | 2    | 0    | 42   | 16   | 20  | Liga za prvaka       |
| 2.  | Pleternica            | 8   | 5    | 3    | 0    | 44   | 20   | 18  | Liga za prvaka       |
| 3.  | Birtijca Šumanovci    | 8   | 5    | 1    | 2    | 37   | 22   | 16  | Liga za prvaka       |
| 4.  | Skenderovci           | 8   | 5    | 0    | 3    | 39   | 28   | 15  | Liga za prvaka       |
| 5.  | Grabarje              | 8   | 3    | 2    | 3    | 29   | 38   | 11  | Liga za prvaka       |
| 6.  | Požega                | 8   | 2    | 2    | 4    | 33   | 42   | 8   | Liga za ostanak      |
| 7.  | Internacional Kutjevo | 8   | 2    | 1    | 5    | 25   | 33   | 7   | Liga za ostanak      |
| 8.  | Color emajl Požega    | 8   | 2    | 0    | 6    | 27   | 40   | 6   | Liga za ostanak      |
| 9.  | Plamen Požega         | 8   | 0    | 1    | 7    | 23   | 60   | 1   | Liga za ostanak      |

### Rezultati
| 1. kolo                  |     |
| Grabarje - Internacional | 5:3 |
| Pleternica- Plamen       | 8:4 |
| Skenderovci - Birtijca   | 5:3 |
| Požega - Color emajl     | 6:5 |
| Jakšić - slobodan        |     |

| 2. kolo                    |     |
| Birtijca - Požega          | 5:4 |
| Plamen - Skenderovci       | 2:9 |
| Jakšić- Grabarje           | 8:3 |
| Internacional - Pleternica | 1:6 |
| Color emajl - slobodan     |     |

| 3. kolo                     |     |
| Pleternica - Jakšić         | 1:1 |
| Skenderovci - Internacional | 3:5 |
| Požega - Plamen             | 9:5 |
| Color emajl- Birtijca       | 1:5 |
| Grabarje slobodno           |     |

| 4. kolo                |     |
| Plamen - Color emajl   | 4:7 |
| Internacional - Požega | 7:4 |
| Jakšić - Skenderovci   | 5:2 |
| Grabarje - Pleternica  | 6:6 |
| Birtijca - slobodna    |     |

| 5. kolo                     |      |
| Skenderovci - Grabarje      | 6:3  |
| Požega- Jakšić              | 3:3  |
| Color emajl - Internacional | 3:2  |
| Birtijca - Plamen           | 11:3 |
| Pleternica - slobodna       |      |

| 6. kolo                  |     |
| Internacional - Birtijca | 4:5 |
| Jakšić - Color emajl     | 5:3 |
| Grabarje - Požega        | 5:5 |
| Pleternica- Skenderovci  | 8:2 |
| Plamen - slobodnan       |     |

| 7. kolo                |     |
| Požega - Pleternica    | 2:9 |
| Color emajl - Grabarje | 3:4 |
| Birtijca - Jakšić      | 2:4 |
| Plamen - Internacional | 2:7 |
| Skenderovci - slobodni |     |

| 8. kolo                  |        |
| Jakšić- Plamen           | 11:1   |
| Grabarje- Birtijca       | 0:5    |
| Pleternica- Color emajl  | 5:3    |
| Skenderovci - Požega     | 3:0 bb |
| Internacional - slobodan |        |

| 9. kolo                   |     |
| Color emajl - Skenderovci | 2:9 |
| Birtijca - Pleternica     | 1:1 |
| Plamen- Grabarje          | 2:3 |
| Internacional - Jakšić    | 1:5 |
| Požega - slobodna         |     |

| mj. | klub               | ut. | pob. | ner. | por. | gol+ | gol- | bod | 2019./20. |
| --- | ------------------ | --- | ---- | ---- | ---- | ---- | ---- | --- | --------- |
| 1.  | Jakšić             | 12  | 10   | 2    | 0    | 65   | 24   | 32  | 2. HMNL   |
| 2.  | Birtijca Šumanovci | 12  | 7    | 1    | 5    | 56   | 39   | 22  | 1. ŽMNL   |
| 3.  | Pleternica         | 12  | 5    | 4    | 3    | 52   | 40   | 19  | 1. ŽMNL   |
| 4.  | Skenderovci        | 13  | 6    | 0    | 6    | 46   | 40   | 18  | 1. ŽMNL   |
| 5.  | Grabarje           | 13  | 5    | 3    | 4    | 44   | 53   | 18  | 1. ŽMNL   |

| 1. kolo                |      |
| Pleternica - Grabarje  | 4:4  |
| Birtijca - Skenderovci | 11:3 |
| Jakšić - slobodan      |      |

| 2. kolo                |     |
| Grabarje- Birtijca     | 4:3 |
| Jakšić- Pleternica     | 5:2 |
| Skenderovci - slobodni |     |

| 3. kolo                |     |
| Birtijca - Jakšić      | 2:8 |
| Skenderovci - Grabarje | 1:3 |
| Pleternica - slobodna  |     |

| 4. kolo              |        |
| Jakšić - Skenderovci | 3:0 bb |
| Pleternica- Birtijca | 2:8    |
| Grabarje - slobodni  |        |

| 5. kolo                  |        |
| Skenderovci - Pleternica | 3:0 bb |
| Grabarje - Jakšić        | 4:7    |
| Birtijca - slobodni      |        |

| 1. kolo                |      |
| Pleternica - Grabarje  | 4:4  |
| Birtijca - Skenderovci | 11:3 |
| Jakšić - slobodan      |      |

| 2. kolo                |     |
| Grabarje- Birtijca     | 4:3 |
| Jakšić- Pleternica     | 5:2 |
| Skenderovci - slobodni |     |

| 3. kolo                |     |
| Birtijca - Jakšić      | 2:8 |
| Skenderovci - Grabarje | 1:3 |
| Pleternica - slobodna  |     |

| 4. kolo              |        |
| Jakšić - Skenderovci | 3:0 bb |
| Pleternica- Birtijca | 2:8    |
| Grabarje - slobodni  |        |

| 5. kolo                  |        |
| Skenderovci - Pleternica | 3:0 bb |
| Grabarje - Jakšić        | 4:7    |
| Birtijca - slobodni      |        |

| mj. | klub               | ut. | pob. | ner. | por. | gol+ | gol- | bod | 2019./20. |
| --- | ------------------ | --- | ---- | ---- | ---- | ---- | ---- | --- | --------- |
| 1.  | Kutjevo            | 11  | 4    | 1    | 6    | 32   | 38   | 13  | 1. ŽMNL   |
| 2.  | Color emajl Požega | 11  | 3    | 1    | 7    | 36   | 48   | 10  | 1. ŽMNL   |
| 3.  | Požega             | 11  | 2    | 2    | 7    | 33   | 51   | 8   | 1. ŽMNL   |
| 4.  | Plamen Požega      | 11  | 2    | 2    | 7    | 33   | 64   | 8   | 1. ŽMNL   |

| 1. kolo                     |        |
| Požega - Plamen             | 0:3 bb |
| Internacional - Color emajl | 4:2    |

| 2. kolo                |        |
| Plamen- Color emajl    | 4:4    |
| Požega - Internacional | 0:3 bb |

| 3. kolo                |        |
| Internacional - Plamen | 0:3 bb |
| Color emajl - Požega   | 3:0 bb |

| 1. kolo                     |        |
| Požega - Plamen             | 0:3 bb |
| Internacional - Color emajl | 4:2    |

| 2. kolo                |        |
| Plamen- Color emajl    | 4:4    |
| Požega - Internacional | 0:3 bb |

| 3. kolo                |        |
| Internacional - Plamen | 0:3 bb |
| Color emajl - Požega   | 3:0 bb |

| Br. golova                 | Igrač |
| -------------------------- | ----- |
| Luka Banić (Birtijca)      | 24    |
| Tomislav Tvrdy (Grabarje)  | 17    |
| Domagoj Kovačević (Jakšić) | 12    |
| Mateo Janjić (Skenderovci) | 12    |
| Ivan Jakešević (Jakšić)    | 11    |
| Pavo Nikolić (Jakšić)      | 11    |

| 1. ŽMNL Požeško-slavonska | 1. ŽMNL Požeško-slavonska |
| --- | ------------------------- |
| |                           |
| 1999./00. • 2000./01. • 2001./02. • 2002./03. • 2003./04. • 2004./05. • 2005./06. • 2006./07. • 2007./08. • 2008./09. • 2009./10. • 2010./11. • 2011./12. • 2012./13. • 2013./14. • 2014./15. • 2015./16. • 2016./17. • 2017./18. • 2018./19. |                           |

| 1. ŽMNL Požeško-slavonska | 1. ŽMNL Požeško-slavonska |
| --- | ------------------------- |
| |                           |
| 1999./00. • 2000./01. • 2001./02. • 2002./03. • 2003./04. • 2004./05. • 2005./06. • 2006./07. • 2007./08. • 2008./09. • 2009./10. • 2010./11. • 2011./12. • 2012./13. • 2013./14. • 2014./15. • 2015./16. • 2016./17. • 2017./18. • 2018./19. |                           |

| 1. ŽMNL Požeško-slavonska | 1. ŽMNL Požeško-slavonska |
| --- | ------------------------- |
| |                           |
| 1999./00. • 2000./01. • 2001./02. • 2002./03. • 2003./04. • 2004./05. • 2005./06. • 2006./07. • 2007./08. • 2008./09. • 2009./10. • 2010./11. • 2011./12. • 2012./13. • 2013./14. • 2014./15. • 2015./16. • 2016./17. • 2017./18. • 2018./19. |                           |

| 1. ŽMNL Požeško-slavonska | 1. ŽMNL Požeško-slavonska |
| --- | ------------------------- |
| |                           |
| 1999./00. • 2000./01. • 2001./02. • 2002./03. • 2003./04. • 2004./05. • 2005./06. • 2006./07. • 2007./08. • 2008./09. • 2009./10. • 2010./11. • 2011./12. • 2012./13. • 2013./14. • 2014./15. • 2015./16. • 2016./17. • 2017./18. • 2018./19. |                           |